# Theo van Reijn
Theodoor (Theo) van Reijn (Breda, 28 mei 1884 – Haarlem, 6 augustus 1954) was een Nederlandse beeldhouwer.

## Leven en werk
Van Reijn was een zoon van Johannes Cornelis van Reijn, officier van administratie bij de Marine, en Jacomina Elisabeth Pasqué. Hij volgde in 1905 lessen aan de Rijksakademie van beeldende kunsten te Amsterdam, bij onder anderen Bart van Hove. In 1911 won hij de Prix de Rome en hij studeerde vervolgens enige tijd Rome. Hij trouwde in 1911 met Henriëtte de Kort, die in 1929 overleed. Hij hertrouwde op 19 februari 1931 met Helena Hermina Hartsuijker.
Van 11 september tot 8 oktober 1949 vond er een eretentoonstelling plaats van het werk van Van Reijn in het Frans Hals Museum in Haarlem. Het affiche voor deze tentoonstelling werd ontworpen door de Haarlemse kunstenaar Cock Pijnacker Hordijk, die jarenlang bevriend is geweest met Van Reijn. Pijnacker Hordijk heeft diverse portretten van Van Reijn gemaakt. Samen hebben zij onder meer portretten gemaakt van Paul Mirando.
Naast bouwsculpturen maakte Van Reijn veel toegepast werk: lampenvoeten, deurkloppers, doopvonten en klokken. Zo bevindt zich in de collectie van het Breda's Museum een klok uitgevoerd in de stijl van de Amsterdamse School. Hij maakte daarnaast ook portretten, van onder anderen: Aart van Dobbenburgh, Heike Kamerlingh Onnes, Willem Kromhout, Maria Montessori en Jac. P. Thijsse.

## Werken (selectie)
- Beeld van Pieter Aertsen (1915) voor de gevel van het Stedelijk Museum in Amsterdam
- De mensch, de stof opwekkend en beheerschend aan De Lairessestraat 176, Amsterdam
- Terugblik en Toekomst der Spoorwegen (1939) in het Amstelstation
- Grafteken Anthony Fokker (1939), begraafplaats Westerveld in Velsen
- Portretreliëf Dirck Volkertsz. Coornhert (1940), gevelsteen sterfhuis Oosthaven 17 in Gouda
- De Maaier (1941) in Wieringerwerf (stond in 1945 onder water, nadat de Duitsers de dijken hadden doorstoken)
- Verzetsmonument Zaandam (1948), Plantsoen van het verzet
- Verzetsmonument (1950) in Haarlem-Noord
- Sculptuur voor het gebouw Weg en Waterbouw (1924-1925) in Delft
- Sculpturen aan de Jansbrug (ca. 1930) in Haarlem
- Sculpturen aan de Kloppersingelkerk (1926-1927) in Haarlem (afgebrand in 2003)
- Sculptuur voor de Algemene Begraafplaats te Haarlem

### Fotogalerij

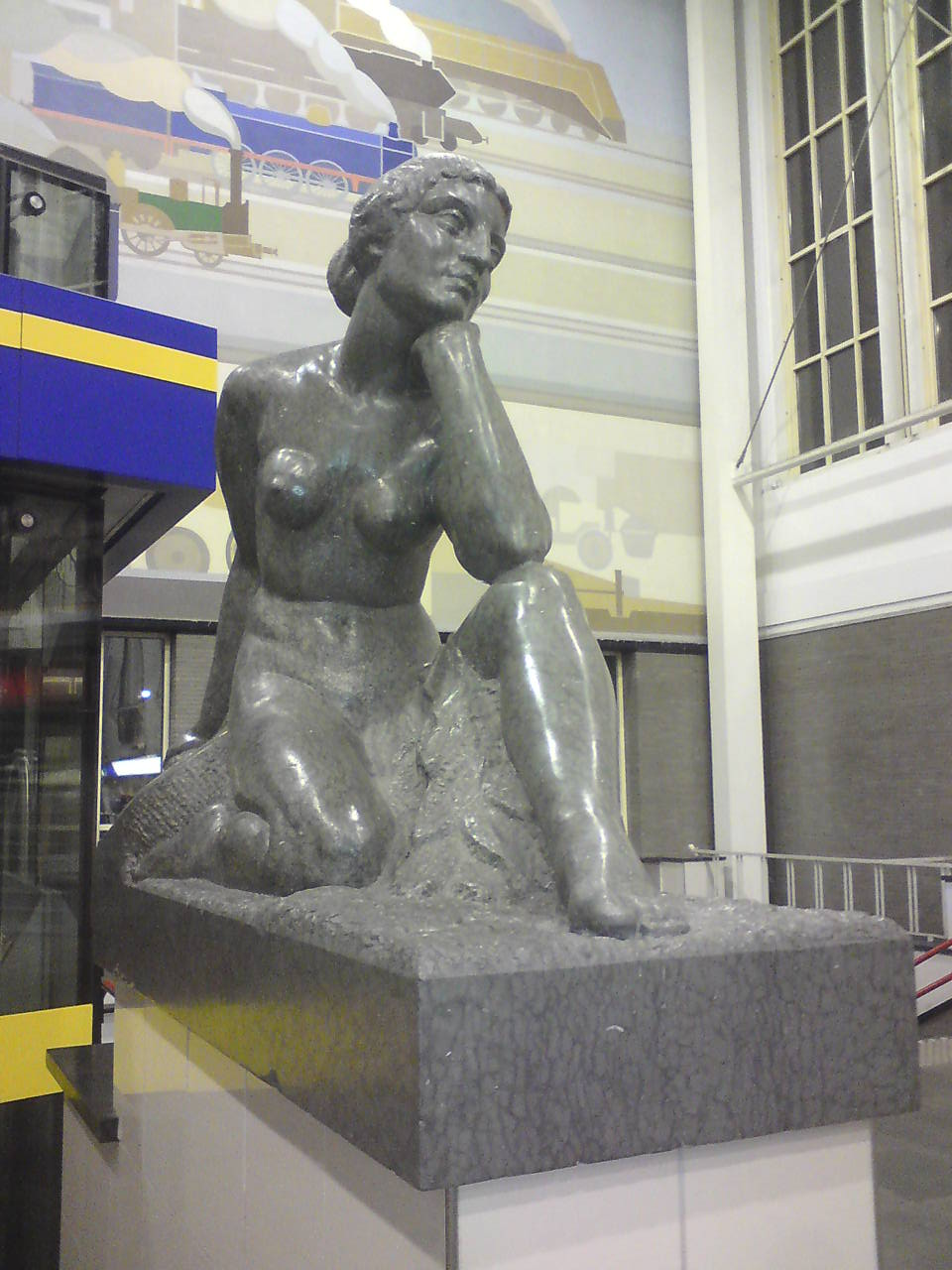
Terugblik (1939)
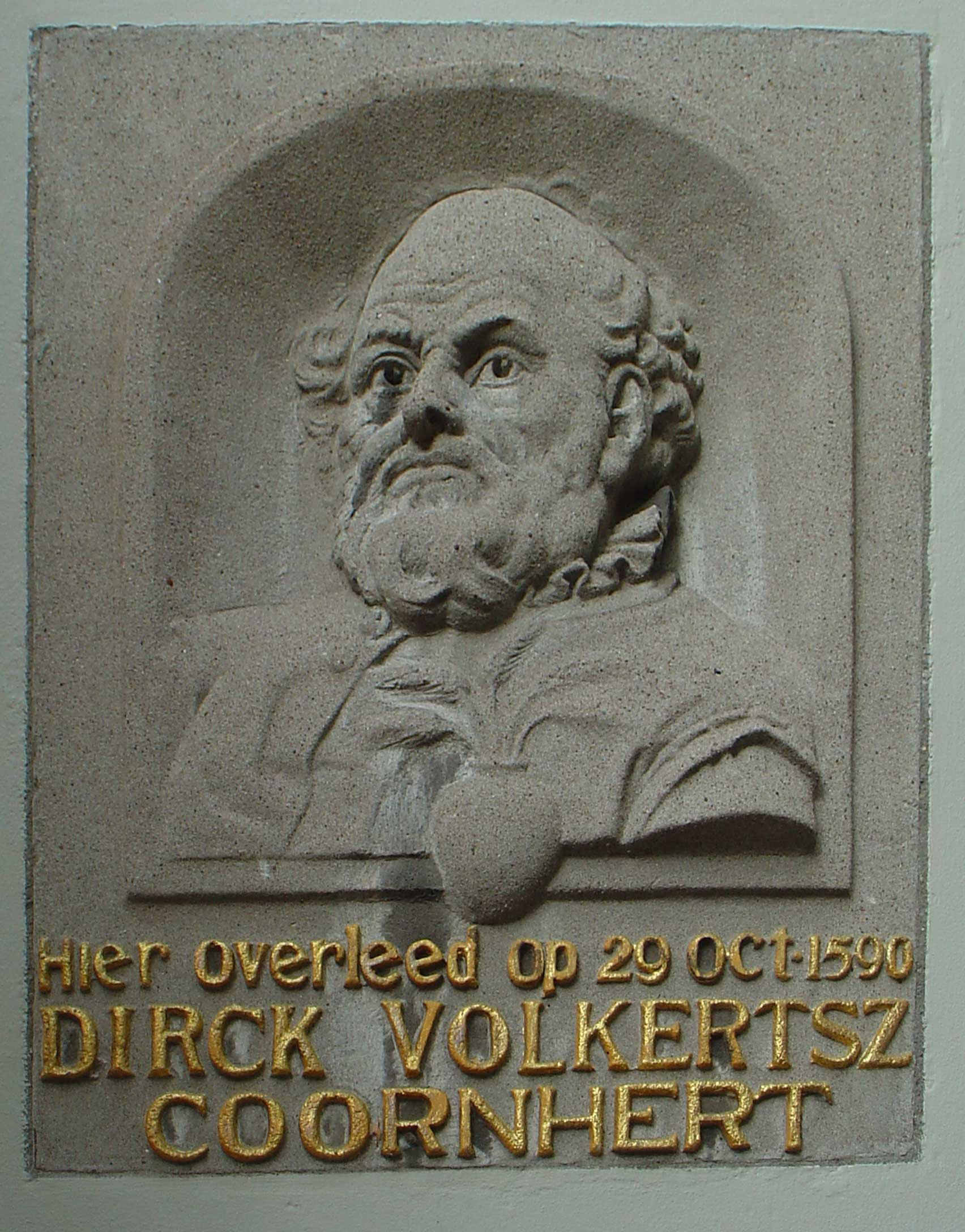
Reliëf Coornhert (1940)
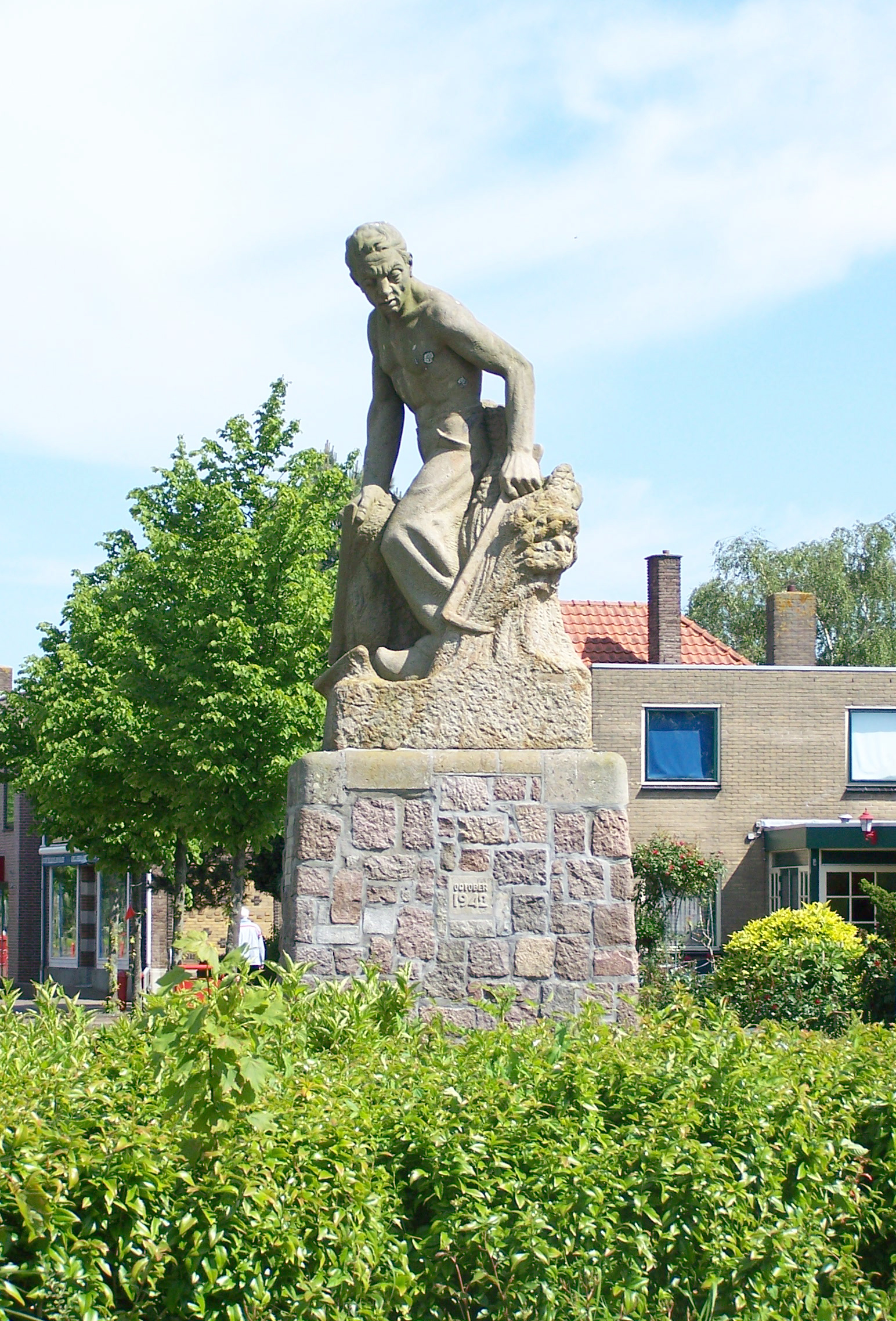
De Maaier (1941)
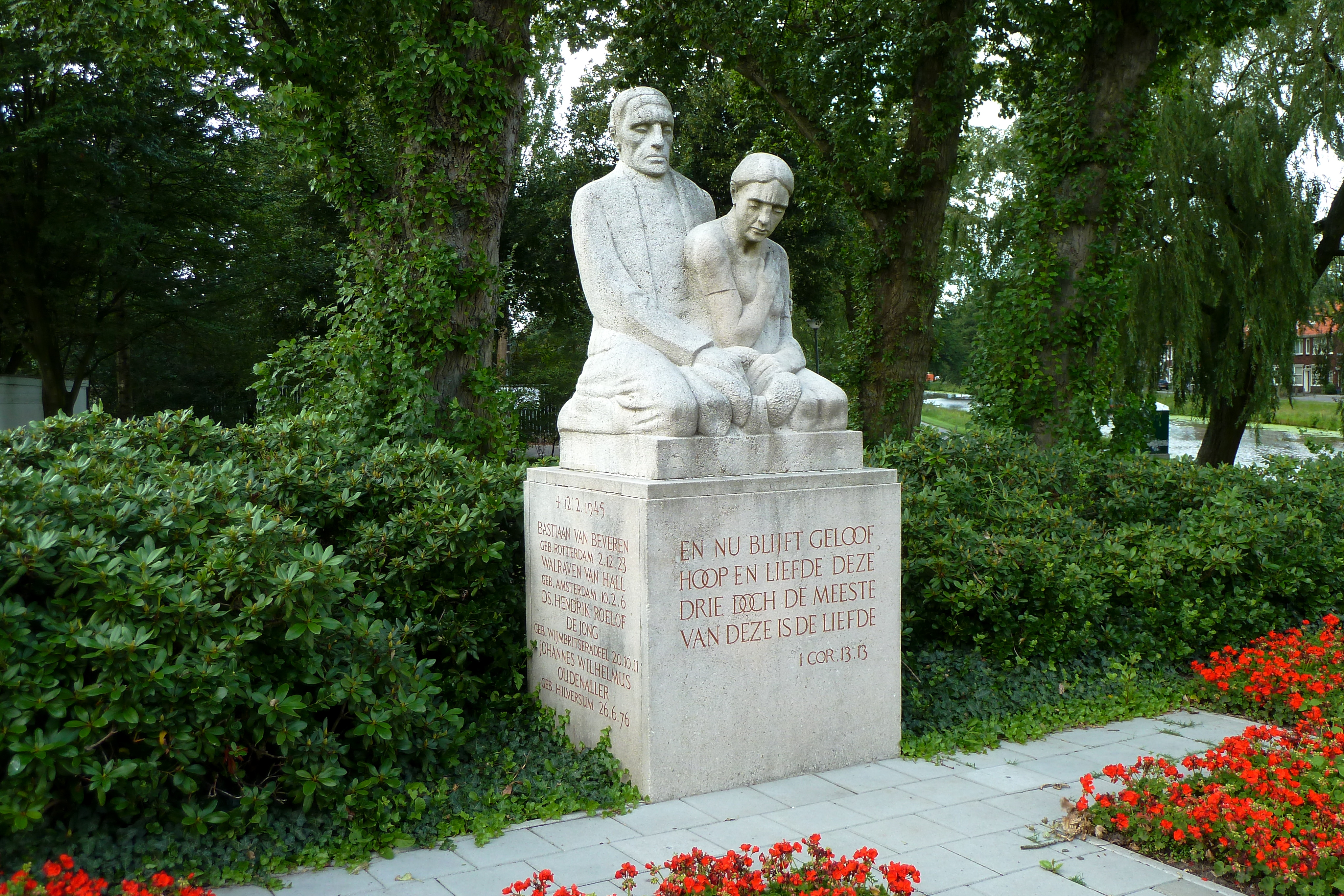
Verzetsmonument Haarlem (1950)

- Biografisch Portaal: 39930873
- Digitale Bibliotheek voor de Nederlandse Letteren: reij054
- Nederlandse Thesaurus van Auteursnamen: 074831208
- RKD-Nederlands Instituut voor Kunstgeschiedenis: 66078
- Virtual International Authority File: 289706023
- WorldCat: E39PBJjxq4gwh6FBJ8V48JqhHC